# Paweł Nastula
Paweł Marcin Nastula (Varsóvia, 26 de junho de 1970) é um ex-judoca e lutador polonês de artes marciais mistas (MMA). Ele foi Campeão Mundial de Judô em 1995 e 1997, e medalhista de ouro nos Jogos Olímpicos de 1996, em Atlanta, nos Estados Unidos, na categoria até 95 kg.

## Carreira no Judô
Paweł começou a treinar judô aos 10 anos de idade. Além de ser campeão olímpico em 1996, Nastula ganhou 12 títulos de campeão polonês, 3 títulos de campeão europeu e 2 títulos de campeão mundial, sendo considerado um dos melhores judocas do mundo. Permaneceu sem perder entre fevereiro de 1994 e março de 1998 (1220 dias), conseguindo nesse período 312 vitórias consecutivas. Sua sequência de vitória se encerrou quando o limite de sua categoria foi alterado (de -95 kg para -100 kg). Ele se aposentou do judô em 2004.